# Stefan Romey

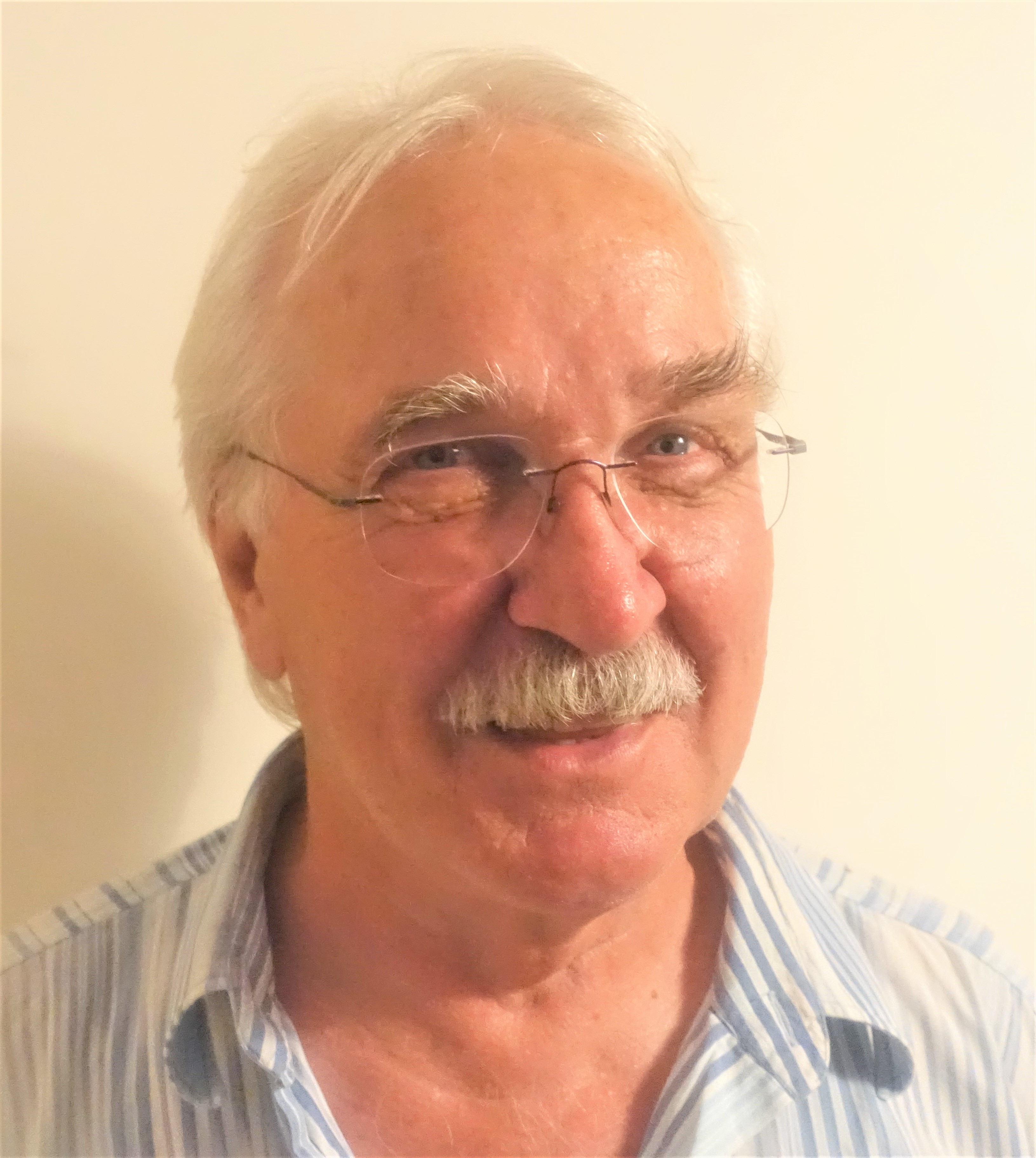
Stefan Romey (2022)

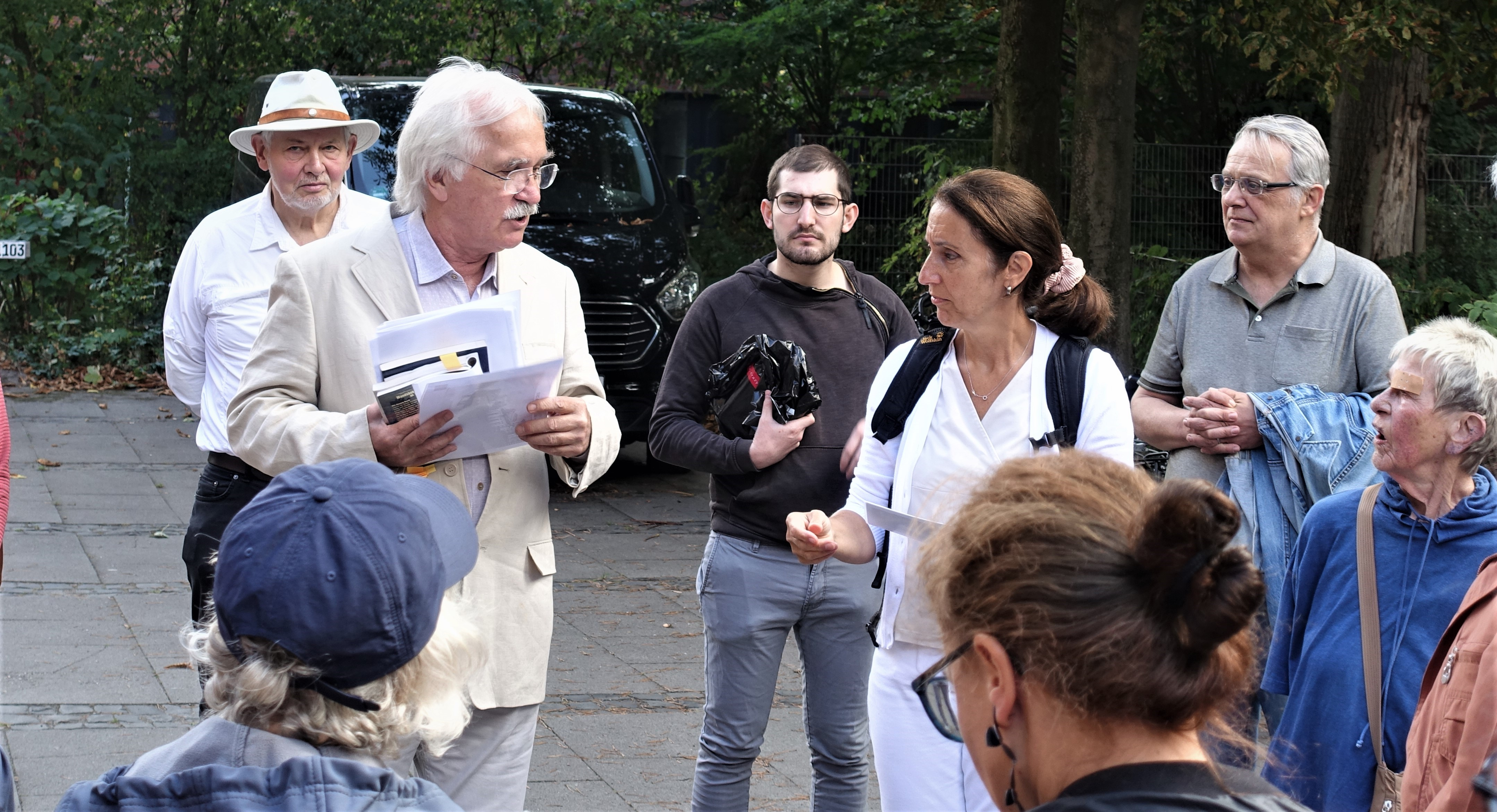
Stefan Romey mit Aydan Özoğuz MdB beim Rundgang zum jüdischen Leben in Hamburg-Wandsbek (2022)

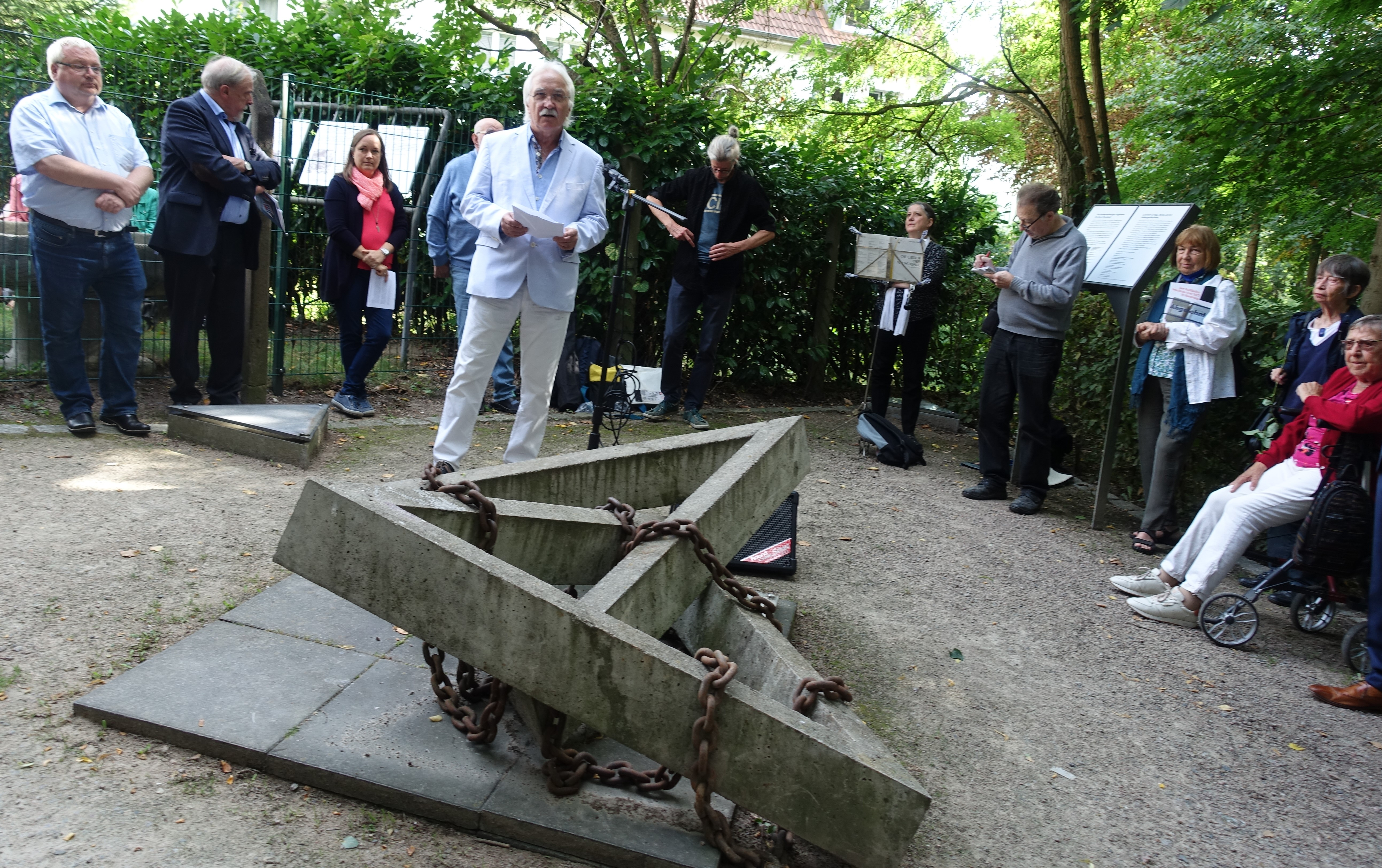
Gedenkveranstaltung am 29. Áugust 2022 KZ-Außenlager Hamburg-Wandsbek mit Stefan Romey

Stefan Romey (* 26. Januar 1953 in Bad Schwartau) ist ein deutscher Lehrer und Autor antifaschistischer Bücher und Publikationen.

## Leben
Stefan Romey wuchs in Lübeck auf. Sein Vater war Schneider, Bahnarbeiter und später Krankenpfleger, seine Mutter Hausfrau, Putzfrau und Verkäuferin. Bereits früh wurde er durch die kirchliche Kinderarbeit am Beispiel der Lübecker Märtyrer mit den Taten der Nationalsozialisten konfrontiert. Nach dem Umzug der Familie nach Hamburg 1965 besuchte er dort das Gymnasium Uhlenhorst-Barmbek und legte 1971 das Abitur ab. Als Jugendlicher setzte er sich für die neue Ostpolitik der Regierung Brandt und gegen den erstarkenden Neofaschismus ein. Er wurde Mitglied der Deutschen Friedensgesellschaft und der Vereinigung der Verfolgten des Naziregimes – Bund der Antifaschisten. Er verweigerte den Kriegsdienst und wurde erst vor Gericht anerkannt. An der Universität Hamburg studierte er von 1972 bis 1977 Deutsch, Verhaltensgestörten- und Lernbehindertenpädagogik und erwarb das Erste Staatsexamen für das Sonderschullehramt. Nach seinem Zivildienst 1977/78 an einer Schule für geistig Behinderte, dem Referendariat und einer zweijährigen Tätigkeit an einer Schule für Verhaltensgestörte wurde er Lehrer an der Förderschule Pröbenweg in Hamburg-Hamm und später deren Schulleiter. Mit seinen Schülerinnen und Schülern gewann er zahlreiche Wettbewerbe, u. a. den Schul-Oscar der Hamburger Handelskammer, den bundesweiten Schulwettbewerb „Klasse, Kochen!“ und zweimal den renommierten Bertini-Preis. 2013 wurde er mit dem Hamburger Lehrerpreis für seine pädagogischen Leistungen ausgezeichnet. Er engagierte sich in der Friedens- und der Gewerkschaftsbewegung, u. a. im Landesvorstand der GEW Hamburg und dem Lehrerpersonalrat. Die Zeit des Nationalsozialismus beschäftigte ihn weiter. Er legte dazu zahlreiche Veröffentlichungen vor. Eine Vielzahl von Vorträgen, Gedenkveranstaltungen, Rundgängen und -fahrten sowie Tagungen und Ausstellungen zeigen seinen Einsatz für die Rechte der Verfolgten, insbesondere für diejenigen, denen Anerkennung und Entschädigung über Jahrzehnte verwehrt wurden. So gehörte er 1982 zu den Gründern der Projektgruppe für die vergessenen Opfer des NS-Regimes. Er war Mitinitiator der Hamburger Stiftung Hilfe für NS-Verfolgte, die 1988 von Senat und Bürgerschaft eingerichtet wurde. Seit 2009 ist er deren Vorsitzender. In dieser Funktion spricht er regelmäßig bei den Feierlichkeiten von Senat und Bürgerschaft zum Volkstrauertag in Hamburg. 2017 erhielt Romey für seinen persönlichen Einsatz zur Anerkennung und Entschädigung NS-Verfolgter das Bundesverdienstkreuz.
Im Rahmen der Erinnerungsarbeit der Bezirksversammlung Hamburg-Wandsbek beteiligt er sich an Veranstaltungen, Ausstellungen und Veröffentlichungen. Er ist Herausgeber des Wegweisers zu den Gedenkstätten Wandsbek erinnert an 1933–1945. In dem 2021 erschienenen Buch Widerstand in Wandsbek 1933–1945 erläutert er anhand von Biografien das bislang unbekannte Wirken von Widerstandskämpfern gegen das NS-Regime. Er leitet den 2020 von der Bezirksversammlung Wandsbek einberufenen Runden Tisch zur Ausarbeitung eines Konzeptes zur Errichtung eines würdigen Orts der Erinnerung in Hamburg-Wandsbek.
Romey erforscht seit  den 1980er Jahren die nach dem Zweiten Weltkrieg weitgehend vergessene Geschichte des KZ-Außenlagers in Wandsbek und hat dazu  über 50 überlebende Frauen interviewt. Nach längerer Auseinandersetzung existiert seit 2010 eine erweiterte Gedenkstätte.
Auf Anregung von Romey werden in Hamburg-Wandsbek Erinnerungstafeln für Widerstandskämpfer an verschiedenen Orten in Form einer Stehle aufgestellt. Der Text wurde von ihm verfasst.
Stefan Romey lebt seit seiner Pensionierung 2017 mit seiner Frau und seinem Sohn in Bad Bevensen.

## Veröffentlichungen
- Wandsbeker Weg der Erinnerung an Widerstand und Verfolgung im Nationalsozialismus 1933–1945, Herausgegeben von der Bezirksversammlung Wandsbek, Hamburg 2024, ISBN 978-3-00-078282-4
- Ein KZ in Wandsbek – Zwangsarbeit im Hamburger Drägerwerk. Zweite, erweiterte Auflage. VSA-Verlag. Hamburg 2016. ISBN 978-3-89965-707-4.
- Wandsbek erinnert an 1933–1945. Wegweiser zu den Gedenkstätten. Herausgegeben von der Bezirksversammlung Wandsbek. Zweite, erweiterte Auflage. Hamburg 2022. ISBN  978-3-00-072785-6.
- Widerstand in Wandsbek 1933–1945. Herausgegeben von der Bezirksversammlung Wandsbek. Zweite, erweiterte Auflage. Hamburg 2021. ISBN 978-3-00-067283-5.
- Niemand ist vergessen. 30 Jahre Hamburger Stiftung Hilfe für NS-Verfolgte. Hamburg 2018. ISBN 978-3-00-060544-4.
- mit Bernhard Nette: Die Lehrergewerkschaft, und ihr „Arisierungserbe“: Die GEW, das Geld und die Moral. Konkret-Verlag. Hamburg 2009. ISBN 978-3-89458-271-5.
- mit Jörg Berlin, Tilo Hoffmann und Bernhard Nette: Vernichtungskrieg – Verbrechen der Wehrmacht 1941 bis 1944. Hamburger Materialien. Herausgegeben von der  GEW Hamburg und der Behörde für Schule, Jugend und Berufsbildung Hamburg. Hamburg 1999.
- mit Jürgen Schlalos und Helmut Stein: Neofaschismus in der Bundesrepublik Deutschland. Katalog zur Ausstellung. Hamburg 1995.
- Kirche zwischen Anpassung und Widerstand. In: Horst Stuckmann (Hrsg.): Recht auf Frieden – Pflicht zum Widerstand. Denkanstöße anlässlich des 20. Deutschen Evangelischen Kirchentages in Hannover. Röderberg. Frankfurt am Main 1983, ISBN 3-87682-776-0.
- Behinderte Menschen unterm Hakenkreuz. In: Udo Sierck und Michael Wunder (Hrsg.): Sie nennen es Fürsorge. Behinderte zwischen Vernichtung und Widerstand. Frankfurt am Main 1981, S. 9-26. ISBN 3-925499-22-9.
- Zu Recht verfolgt? Zur Geschichte der ausgebliebenen Entschädigung. In: Projektgruppe für die vergessenen Opfer des NS-Regimes in Hamburg (Hrsg.): Verachtet – verfolgt – vernichtet. Zu den vergessenen Opfern des NS-Regimes. Hamburg 1988, S. 220–245. ISBN 3-87975-377-6.
- „Unheilbar und nicht mehr arbeitsfähig“. In: Reiner Lehberger und Hans-Peter de Lorent: „Die Fahne hoch.“ Schulpolitik und Schulalltag in Hamburg unterm Hakenkreuz. Ergebnisse-Verlag. Hamburg 1986, S. 256–280. ISBN 3-925622-18-7.
- Zur Geschichte der ausgebliebenen Anerkennung und Entschädigung von NS-Verfolgten. In: Thomas Lutz und Alwin Meyer (Hrsg.): Alle NS-Opfer anerkennen und entschädigen. Berlin 1987, S. 29–35. ISBN 3-89246-009-4.
- „Euthanasie“ war Massenmord. In: Martin Rudnick (Hrsg.): Aussondern – Sterilisieren – Liquidieren. Die Verfolgung Behinderter im Nationalsozialismus. Berlin 1990, S. 55–81. ISBN 3-89166-567-9.
- „Der Antrag von Frau R. muss abgelehnt werden.“ Demütigung statt Entschädigung vor bundesdeutschen Behörden und Gerichten. In: Angelika Ebbinghaus (Hrsg.): Opfer und Täterinnen. Frauenbiographien im Nationalsozialismus. Fischer Taschenbuch-Verlag. Frankfurt am Main 1996, 394-422. ISBN 3-596-13094-8.
- mit Bernhard Nette: Perspektive Hamburg: „Es ist Zeit für die ganze Wahrheit“. In: Micha Brumlik und Benjamin Ortmeyer (Hrsg.): Max Traeger – kein Vorbild. Person, Funktion und Handeln im NS-Lehrerbund und die Geschichte der GEW. Weinheim 2017, S. 72–156. ISBN 978-3-7799-3770-8.
- mit Sven Quiring: Hamburg weiter vorn? Zwischen Anspruch und Wirklichkeit bei der Umsetzung der schulischen Inklusion. In: Jahrbuch für Pädagogik 2015. Redaktion: Sven Kluge, Andrea Liesner, Edgar Weiß. Frankfurt/M. 2015, 217-228. ISBN 978-3-631-67059-0
- „Asozial“ als Ausschlusskriterium in der Entschädigungspraxis der BRD. In: KZ-Gedenkstätte Neuengamme (Hrsg.): Ausgegrenzt. „Asoziale“ und „Kriminelle“ im nationalsozialistischen Lagersystem. Beiträge zur Geschichte der nationalsozialistischen Verfolgung in Norddeutschland. Band 11. Bremen 2009,S. 149–159. ISBN 978-3-8378-4005-6.
- Das fast verschwundene KZ Hamburg-Wandsbek. In: Habbo Knoch und Oliver von Wrochem (Hrsg.): Entdeckendes Lernen. Orte der Erinnerung an die Opfer der nationalsozialistischen Verbrechen. Berlin 2022, S. 94–109. ISBN 978-3-86331-649-5.

## Anerkennung
- 2017: Verleihung des Bundesverdienstkreuzes am Bande
- 2023: Verleihung der Wandsbek-Medaille in Silber